# 大泉村 (山形県東田川郡)
大泉村（おおいずみむら）は、かつて山形県東田川郡にあった村。

## 沿革
- 1889年（明治22年）4月1日 - 町村制施行に伴い東田川郡上田沢村、下田沢村、倉沢村、大鳥村、荒沢村、松沢村が合併し、大泉村が発足。
- 1954年（昭和29年）8月1日 - 東田川郡本郷村、東村と合併し、朝日村となり消滅。